# Mercedes-Benz Integro
Mercedes-Benz Integro  — семейство пригородных и междугородных автобусов Mercedes-Benz. В 2005 году
произошло обновление модельного ряда Integro, которое теперь[когда?] состоит из трёх более длинных чем предшественники моделей различающихся по длине: двухосных Integro (12,1 м), Integro M (12,9 м) и трёхосного Integro L (14,9 м).

## Технические характеристики
| Технические характеристики Mercedes Integro |                               |
| Назначение                                  | Экскурсионный / Междугородный |
| Габаритные размеры, мм                      | 12140 × 2550 × 3350           |
| Колёсная база, мм                           | 6080                          |
| Число мест для сидения                      | 49-53                         |
| Число дверей для пассажиров                 | 2                             |
| Двигатель                                   | Mercedes OM 457 hLA           |
| Рабочий объём двигателя, л                  | 12                            |
| Мощность двигателя, л.с.                    | 299                           |
| Крутящий момент, Н.м                        | 1600                          |

## Галерея

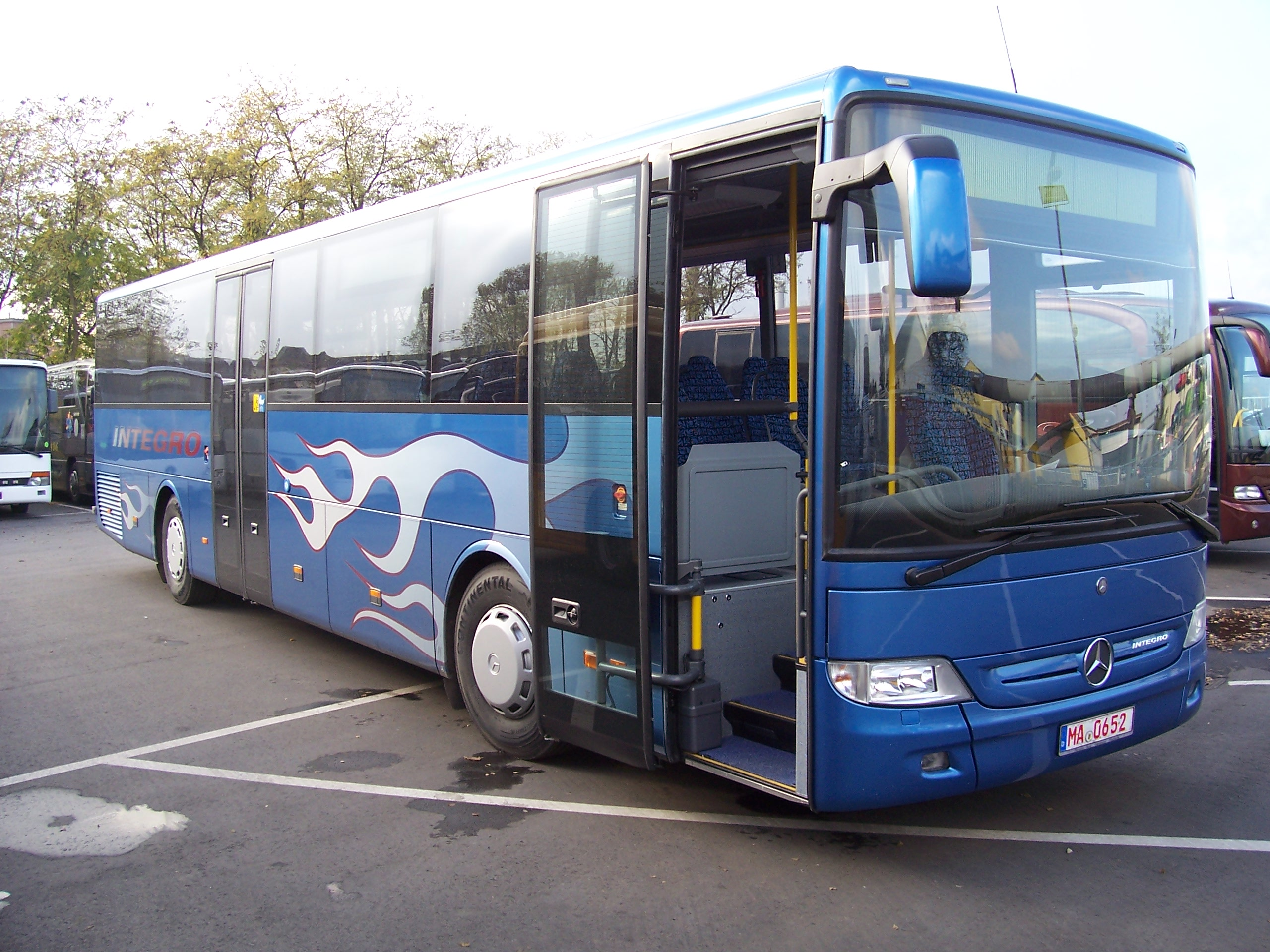
Integro
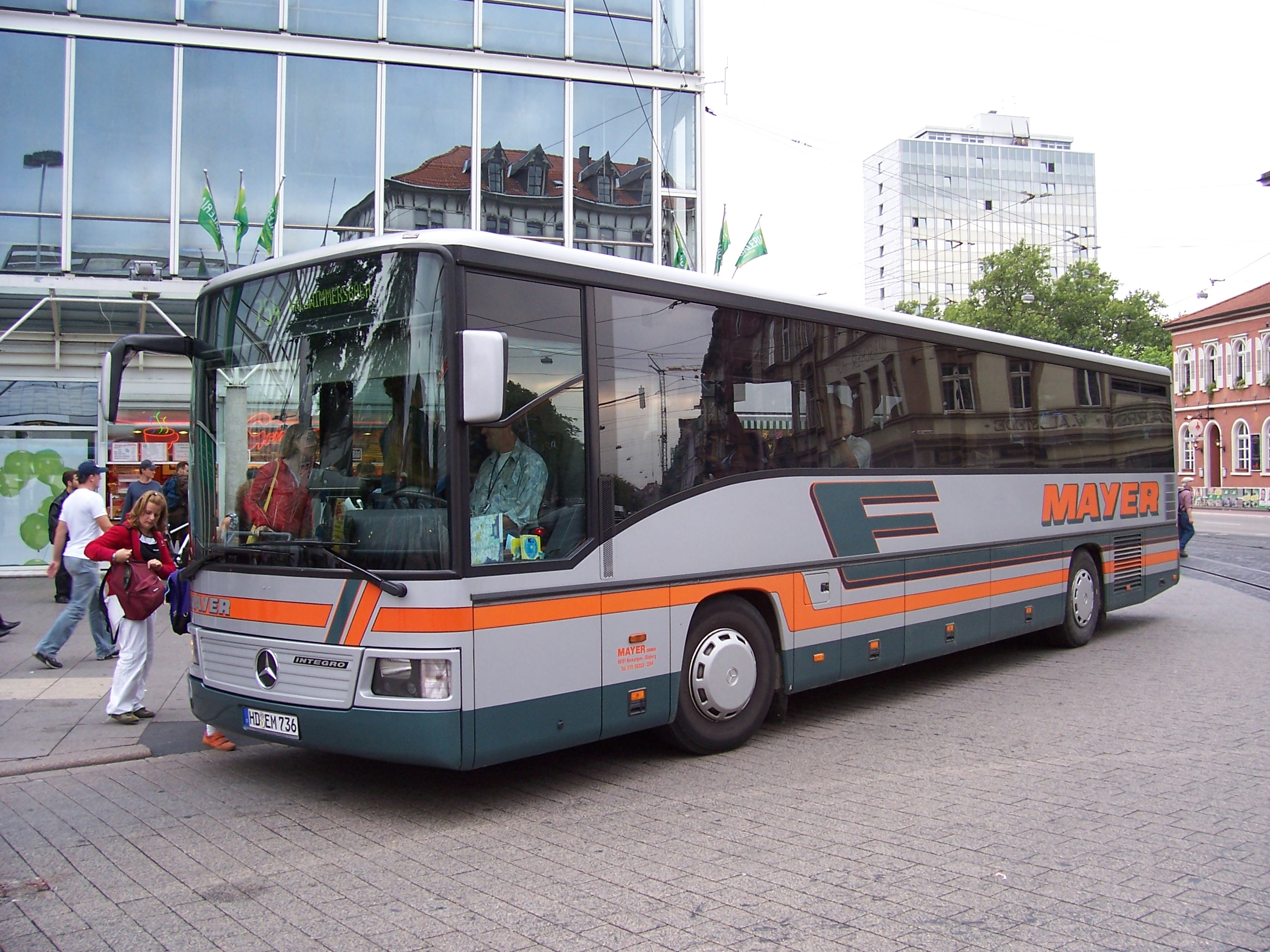
Integro
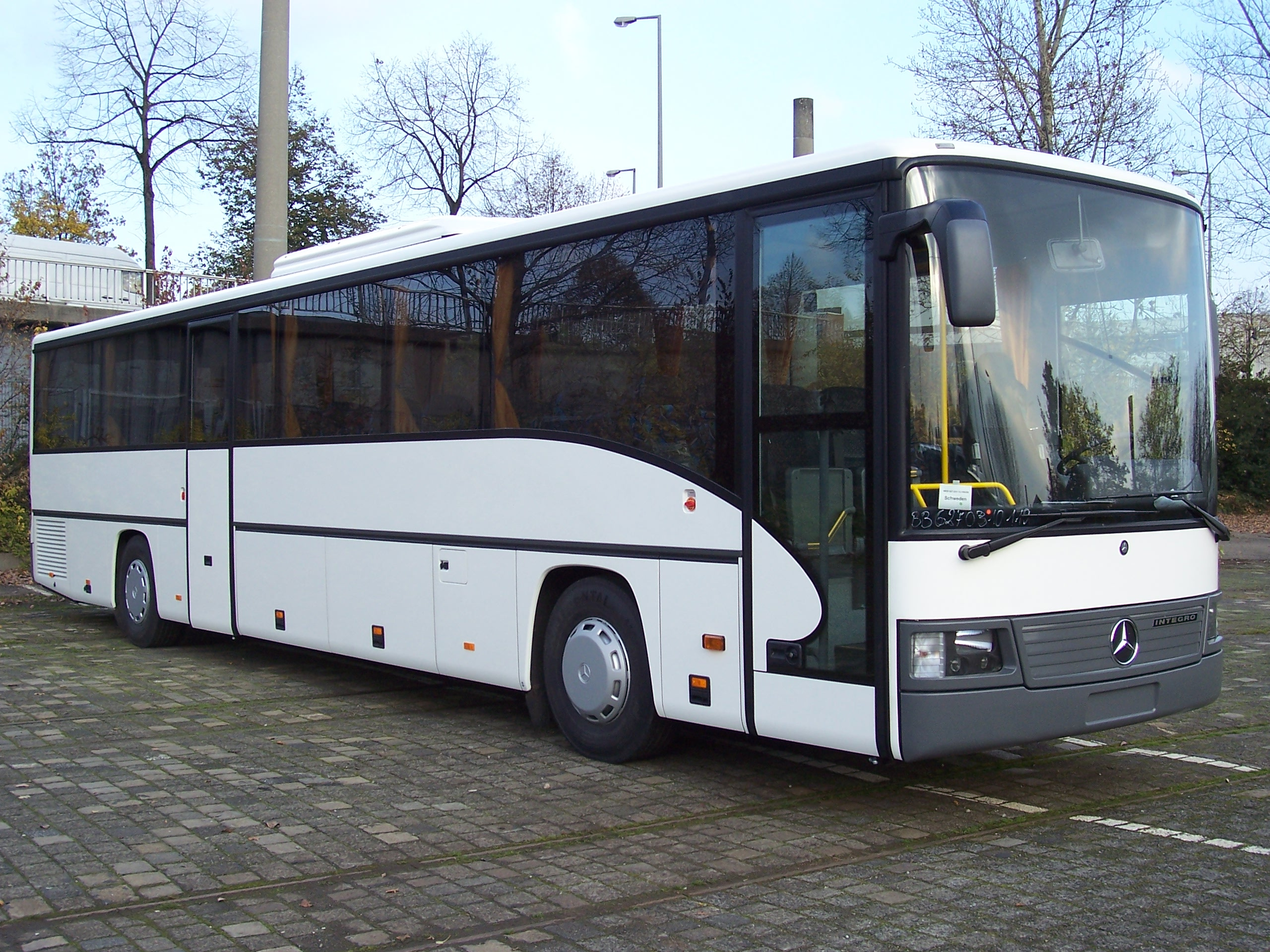
Integro